# 奧克希爾 (伊利諾伊州)
奧克希爾（英語：Oak Hill）是位於美國伊利諾伊州皮奧里亞縣的一個非建制地區。該地的面積和人口皆未知。

## 地理
奧克希爾的座標為40°47′15″N 89°51′19″W / 40.78750°N 89.85528°W，而該地的平均海拔高度為181米（即594英尺）。